# 第62回全国高等学校野球選手権埼玉大会決勝
第62回全国高等学校野球選手権埼玉大会決勝（だい62かいぜんこくこうとうがっこうやきゅうせんしゅけんさいたまたいかいけっしょう）は、1980年（昭和55年）7月30日に埼玉県営大宮公園野球場で行われた第62回全国高等学校野球選手権大会・埼玉大会の決勝戦である。
県立熊谷商業高等学校（熊谷商）が県立川口工業高等学校（川口工）に7対2で勝利したが、二塁塁審の誤審をきっかけにラフプレーや観客によるグラウンドへの乱入・物の投げ込みが発生し、後年「史上最悪の大誤審」として話題になった。

## 試合までの経緯
本大会の優勝候補筆頭と目されていたのは、1979年夏・1980年春の甲子園に出場し、1979年夏から埼玉県内では無敗の戦績を誇っていた県立上尾高等学校であった。この上尾を準決勝で破って決勝進出を果たしたのが川口工である。
1977年夏に川口工を初の甲子園出場に導いた大脇和雄監督は、この試合で初めて主将の国府田等を1番打者として起用する奇策に出た。国府田は中学時代に上尾の監督・野本喜一郎から勧誘を受け同校の練習にも参加していたが、より甲子園への出場が近いと見て川口工へ進学した経緯があり、先述の通り強豪校となった上尾への対抗心を人一倍有していた。その国府田は上尾先発の仁村健司が投じた初球を故意とも取られかねない動作で膝への死球とし仁村をにらみつける、次打者の犠打でショートを守る上尾の選手にタックルを見舞うなど、本人曰く「ラフプレーでアウトを取られても仕方ない」程の闘志を顕にしたプレーで上尾の動揺を誘い、試合の主導権を握った。川口工のエースだった関叔規も大脇の「相手に弱いところを見せるな」という教えに「戦う場なんだから、こっちが優勢に持っていかなければいけない」「ただただガムシャラにやっていた」と奮起、上尾を1失点に抑える完投勝利で大番狂わせに貢献した。
川口工は勝てば1977年以来3年ぶり2回目、対する熊谷商は1970年以来10年ぶり4回目の夏の甲子園出場であり、熊谷商にとっては1977年埼玉大会決勝で敗れている因縁の相手を決勝で迎えることになった。

## 試合展開

### 試合経過
4回表に関の中越二塁打をきっかけにタイムリーヒットで先制した川口工だったが、その裏熊谷商は犠牲フライと適時打で2点をあげて逆転する。問題となったシーンはこの直後の5回表に起こった。
川口工は1死から6番・瀬川誠が中前安打で出塁。続く7番・坪山耕也の2球目に瀬川が二盗を試みた際、熊谷商ショート・福島雅也は石塚順一捕手からの送球を落球し、「空タッチ」の形になる。瀬川の盗塁が成功したかに思われたが、二塁塁審はアウトを宣告した。大脇に命じられ抗議に走った国府田は「あからさまに落としているのだから、抗議に行くまでもなく覆るだろう」と考え、塁審に「落としていますよね?」と訴えたが判定は覆らない。一度ベンチに戻った後、再度塁審に審判団で協議するよう訴えたが、その協議の結果もアウトだった。
納得の行かない判定に対し、川口工側のスタンドからは空き缶や紙くずが投げ込まれ、さらに激昂した観客がグラウンドに乱入して審判に食って掛かった。大脇が彼らの首筋を掴んでスタンドへ返し、この間試合は約10分間中断した。ファンの暴徒化を目撃していた野球解説者は「これが高校野球です。商売でやっているわけじゃないんですから」と審判の判定を受け入れるべきであると持論を述べた。
2死無走者で再開された中断明けの打席で坪山はライト線を破る二塁打を放ち、結果的に瀬川の盗塁が認められていれば同点となっていたことになる。国府田は「普段めったに打たないやつ（坪山）が打った」ことで、誤審がなければ同点だったという動揺がチーム内に生まれたと述べた。浮ついた様子の選手に大脇が「冷静になれ。落ち着くんだ」と助言したが効果はなく、5回裏の守備で関の投球が高めに浮いたところを熊谷商打線に捕まり2失点。川口工は守備中に内野陣のボール回しで打者走者の頭部に送球を当ててしまったり、攻撃中にクロスプレーやベースカバーに入った相手野手に乱暴なプレーを見舞うなど気持ちを切り替えることができず、8回には熊谷商が守備の乱れにつけ込んで3点を加点し、7対2で勝利した。

### 試合結果
|        | 1 | 2 | 3 | 4 | 5 | 6 | 7 | 8 | 9 | R |
| ------ | - | - | - | - | - | - | - | - | - | - |
| 川口工 | 0 | 0 | 0 | 1 | 0 | 0 | 0 | 1 | 0 | 2 |
| 熊谷商 | 0 | 0 | 0 | 2 | 2 | 0 | 0 | 3 | X | 7 |

## その後
上尾戦とは一転して決勝では落ち着いて振る舞っていた国府田は終了直後「5回のジャッジは納得できない」と悔しさを顕にしながらも「完璧にやられた。もうしょうがないなと納得するしかありませんでした」「熊谷商は甲子園で頑張ってほしい」と振り返ったように、点差をつけられての決着に両軍は冷静さを取り戻し、川口工の選手は甲子園に進む熊谷商の選手にエールを送り、互いに健闘を称え合った。一方で川口工のファンを中心に尚も納得のいかない観衆は判定に対する不満を顕にし、審判員は彼らが落ち着くまで球場に缶詰にされた。件のプレーを裁いた二塁塁審はこの試合後まもなく高校野球審判員から身を引いた。
後年、YouTubeにこの試合の中継映像が複数アップロードされ、特に2016年に「【高校野球で観客乱入】史上最悪の大誤審」というタイトルで投稿された動画は2021年3月時点で1100万回以上再生されるなど大きな関心を集めた。この動画を目にした菊地高弘が国府田に取材を試みた際、国府田は再生回数に驚くとともに「画質がすごくいい」ことを不思議がった。取材時点で試合からは40年が経過していたが、職場や自身が会長を務める川口工野球部OB会の集まりなどで今でも話題になっている反面、そのことで迷惑を被るような経験はなかったと答えている。